# 屏一
屏一（μ Lep，天兔座μ）是在南天的星座天兔座內的一顆恆星。它的視星等為3.259，使這顆在南半球的恆星用裸眼就可以看見。 視差測量估計這顆恆星與地球的距離是186光年（57秒差距） 。
這顆恆星的恆星光譜是B9IV:HgMn，然而’:’之後顯示的是不確定的光譜數值。亮度分類的IV顯示這是一顆次巨星，是一顆已經耗盡核心的氫燃料，是正在變成巨星的一顆恆星。目前，它的半徑是3.4太陽半徑，並且外殼的有效溫度是12,800K 。
屏一被懷疑是周期大約2天的獵犬座α²型變星，然而尚未獲得證實。這顆恆星的光譜顯示有超量的汞和錳，因此在恆星分類上被標示了HgMn。在距離這顆恆星0.93角秒的地方偵測到X-射線輻射，以屏一到地球的距離估計，這等於52天文單位的投影距離。這個輻射源的來源可能是屏一的伴星：可能是一顆主序星或更小的恆星。此物體的X-射線亮度是(4.4 ± 0.1) × 10 29 erg s–1。

## 外部連結
- Jim Kaler's Stars, University of Illinois: MU LEP (Mu Leporis) （页面存档备份，存于）